# Dani Barros
Danielle Barros (Petrópolis, 21 de maio de 1973)  é uma atriz e produtora teatral brasileira. Reconhecida por sua versatilidade no teatro e na televisão, ela já venceu vários prêmios, incluindo um Prêmio APCA, dois Prêmios APTR, e um Prêmio Shell, além de ter recebido indicações para um Prêmio Qualidade Brasil e um Prêmio Extra.
Após estudar na UniRio, ela iniciou sua carreira como atriz no teatro profissional. Trabalhou com inúmeros diretores em montagens premiadas. Frequentou a Escola Nacional de Circo e integrou alguns grupos de palhaços que atuam em hospitais, como o Doutores da Alegria. Em 2006 estreou na televisão no seriado Minha Nada Mole Vida, da TV Globo, na qual ficou no elenco principal por três temporadas.
Recebeu indicações ao Prêmio Qualidade Brasil e ao Prêmio Shell de melhor atriz por sua performance na peça Acqua Toffana. Sua estreia em telenovelas foi em Fina Estampa (2011), da TV Globo. No mesmo ano recebeu aclamação da crítica por seu trabalho dramático na peça biográfica Estamira - Beira do Mundo, pelo qual recebeu os principais prêmios do teatro brasileiro, incluindo o Prêmio APCA, o Prêmio APTR e o Prêmio Shell de melhor atriz.
Dani ganhou popularidade como a trambiqueira Lorraine na novela do horário nobre Império, da TV Globo. Por seu personagem cômico ela foi bastante elogiada, recebendo indicações ao Prêmio Extra e ao Prêmio Quem nas categorias de atriz revelação. Em seguida, ganhou personagens mais complexos na televisão, como a rancorosa Severa em Além do Tempo (2015), a artista Tereza em Pega Pega (2017) e Clemência na novela histórica Nos Tempos do Imperador (2021).

## Biografia
Danielle nasceu em Petrópolis, região serrana do estado do Rio de Janeiro. Durante sua infância, ela morou entre Fortaleza e Recife, alternadamente, com sua mãe. Aos 11 anos voltou ao Rio de Janeiro e realizou seu primeiro curso de teatro. Desde a sua adolescência, ela já pensava em seguir carreira artística.
Dani estudou artes cênicas na UniRio. Anteriormente, ela frequentou os renomados cursos de teatro da Casa das Artes de Laranjeiras (CAL) e do Teatro O Tablado. Depois, ela se encantou com o mundo do circo e dos palhaços. Entre 1992 e 1994, cursou a Escola Nacional de Circo. 
É casada com a Psicoterapeuta Juliana Machado 

## Carreira
Dani iniciou sua carreira nos palcos, onde se consolidou como uma premiada atriz. Ela integrou o grupo de teatro "Os Fodidos Privilegiados", dirigido por Antônio Abujamra e João Fonseca, de 1996 a 2003. Nos palcos, trabalhou com diretores Moacir Chaves, Gilberto Gawronski, Inez Viana e Terry o'Reilly, do Mabou Mines, de Nova York, entre outros.
Em 1995, iniciou no projeto Doutores Palhaços em hospitais do Rio, promovido pela Fundação Theodora (Suíça). Em 1998, participa da fundação do projeto Doutores da Alegria no Rio de Janeiro, onde atuou até 2008. Em 2006, é selecionada como clown na audição realizada pelo Cirque du Soleil.
Ela é uma das criadoras e atriz da peça Inventário – Aquilo que Seria Esquecido se a Gente Não Contasse. Recebeu o prêmio de Melhor Atriz no IV Festival de Teatro de Americana por seu desempenho em O Avesso das Águas; prêmio de Melhor Atriz no 8° Festival de Teatro de Blumenau e o prêmio Vianinha da UniRio por Geração Trianon. Em 2007, é indicada como melhor atriz no Prêmio Shell e no Prêmio Qualidade Brasil por Acqua Toffana.
Em 2010, atuou na Peça Maria do Caritó, de Newton Moreno, com direção de João Fonseca, e As Conchambranças de Quaderna, de Ariano Suassuna e direção de Inez Viana, ganhando o Prêmio APTR de teatro de melhor atriz coadjuvante com esses dois trabalhos. Em 2011, recebeu o Prêmio Shell de melhor atriz por seu trabalho no monólogo Estamira – Beira do Mundo, dirigido por Beatriz Sayad.

### Televisão
Sua estréia veio em 2006, no seriado humorístico Minha Nada Mole Vida com um dos papéis centrais a Zenaide, produtora do programa de Jorge Horácio. O seriado permaneceu no ar até 8 de junho de 2007, somando 23 episódios divididos em 3 temporadas.
Em 2008 fez uma participação especial no episódio Falta Homem do seriado Dicas de um Sedutor, repetindo parceria com Luiz Fernando Guimarães com quem trabalhou em Minha Nada Mole Vida.
Em 2011 fez uma pequena participação no seriado humorístico Tapas & Beijos como uma mulher que ameaça o Armami (Vladimir Brichta) e entrou no elenco da novela Fina Estampa como Lourdes, uma das meninas que ajudavam Pereirão no trabalho e, que, vivia correndo atrás das escapolidas do marido Honório (Eri Johnson).
Em 2012 participou do episódio A Sexóloga de Floripa do seriado As Brasileiras interpretando a doutora Carmem Siqueira.
Teve um reconhecimento maior na novela Império como a trambiqueira cômica Lorraine, que caiu no gosto do público, chantageando Maria Marta (Lília Cabral) e suas cenas cômicas com Aldaberto (Aílton Graça), Naná (Viviane Araújo) e seu marido Ismael (Jonas Torres). Sua atuação lhe rendeu indicações de Melhor Revelação nos prêmios Extra de Televisão e  Quem de Televisão.
Em 2015 esteve na novela Além do Tempo interpretando Severa. Na primeira fase foi a rígida e misteriosa perceptora de Alex. Na segunda fase foi a rancorosa irmã do protagonista Felipe. Em 2017 volta as novelas em Pega Pega interpretando Tereza.

## Filmografia

### Televisão
| Ano     | Título                  | Personagem               | Notas                           |
| ------- | ----------------------- | ------------------------ | ------------------------------- |
| 1999    | Andando nas Nuvens      | Neta de Luiz Alberto     | Episódio:"29 de setembro"       |
| 2006–07 | Minha Nada Mole Vida    | Zenaide                  |                                 |
| 2008    | Dicas de um Sedutor     | Helena                   | Episódio: Falta Homem           |
| 2009    | Cilada                  | —                        | Participação                    |
| 2011    | Tapas & Beijos          | Mulher que ameaça Armani | Participação                    |
| 2011–12 | Fina Estampa            | Lourdes Méier Campos     |                                 |
| 2012    | As Brasileiras          | Carmen Siqueira          | Episódio: A Sexóloga de Floripa |
| 2014–15 | Império                 | Lorraine                 |                                 |
| 2015–16 | Além do Tempo           | Severa Bertioga          |                                 |
| 2015–16 | Além do Tempo           | Severa Santarém          |                                 |
| 2017–18 | Pega Pega               | Tereza Pereira Borges    |                                 |
| 2018    | Sob Pressão             | Janete (Xaropa)          | Episódio: "11 de dezembro"      |
| 2021–22 | Nos Tempos do Imperador | Clemência Martinho       |                                 |
| 2024–25 | Mania de Você           | Luzia                    |                                 |
| 2025    | Guerreiros do Sol       | Aniete                   |                                 |
| 2025    | Falas de Orgulho        | Ela mesma                | Especial do Orgulho             |

### Cinema
| Ano  | Título                | Personagem                    | Notas                            |
| ---- | --------------------- | ----------------------------- | -------------------------------- |
| 1998 | Como ser Solteiro     | Paciente da clínica de aborto |                                  |
| 2005 | O Veneno da Madrugada | Trindad                       |                                  |
| 2006 | Polifonia             | Nurse Betty                   |                                  |
| 2010 | Incômodo              | Leticia                       | Curta-metragem                   |
| 2013 | Novembro              | —                             | Curta-metragem                   |
| 2017 | Um Tio Quase Perfeito | Professora de teatro          |                                  |
| 2020 | Não Vamos Pagar Nada  | Enfermeira                    |                                  |
| 2024 | Tô de Graça – O Filme | —                             | Coordenadora Executiva de Elenco |

## Teatro
| Período | Título                                                           |
| ------- | ---------------------------------------------------------------- |
| 2006    | O Avesso das Águas                                               |
| 2006    | Geração Trianon                                                  |
| 2007    | Acqua Toffana                                                    |
| 2010    | Maria do Caritó                                                  |
| 2010    | Inventário - Aquilo que Seria Esquecido se a Gentes não Contasse |
| 2010    | As Conchambranças de Quadrenas                                   |
| 2011-12 | Estamira - Beira do Mundo - Estamira                             |

## Prêmios e indicações
| Ano  | Associações                    | Categoria                        | Nomeações                 | Resultado |
| ---- | ------------------------------ | -------------------------------- | ------------------------- | --------- |
| 2006 | Festival de Teatro deAmericana | Melhor Atriz                     | O Aveço das Águas         | Venceu    |
| 2006 | Festival de Teatro de Blumenau | Melhor Atriz Coadjuvante         | Geração Trianon           | Venceu    |
| 2006 | Prêmio Vianinha da UniRio      | Melhor Atriz                     | Geração Trianon           | Venceu    |
| 2007 | Prêmio Shell                   | Melhor Atriz                     | Acqua                     | Indicado  |
| 2007 | Prêmio Qualidade Brasil        | Melhor Atriz em Peça de Teatro   | Acqua                     | Indicado  |
| 2011 | Prêmio APTR de Teatro          | Melhor Atriz Coadjuvante         | Maria do Caritó           | Venceu    |
| 2011 | Prêmio Arte Qualidade Brasil   | Melhor Atriz de Espetáculo Drama | Estamira - Beira do Mundo | Indicada  |
| 2011 | Prêmio Questão de Crítica      | Melhor Atriz                     | Estamira - Beira do Mundo | Venceu    |
| 2012 | Prêmio Shell                   | Melhor Atriz                     | Estamira - Beira do Mundo | Venceu    |
| 2012 | Prêmio APTR de Teatro          | Melhor Atriz                     | Estamira - Beira do Mundo | Venceu    |
| 2012 | Prêmio APCA                    | Melhor Atriz de Teatro           | Estamira - Beira do Mundo | Venceu    |
| 2014 | Prêmio Extra de Televisão      | Melhor Atriz Revelação           | Império                   | Indicado  |
| 2014 | Prêmio Quem de Televisão       | Melhor Revelação da Televisão    | Império                   | Indicado  |
| 2017 | Prêmio Botequim Cultural       | Melhor Espetáculo Musical        | Dançando no Escuro        | Indicada  |
| 2017 | Prêmio Botequim Cultural       | Melhor Direção                   | Dançando no Escuro        | Indicada  |
| 2018 | Prêmio Reverência de Teatro    | Melhor Direção                   | Dançando no Escuro        | Indicada  |
| 2022 | Prêmio Cesgranrio de Teatro    | Melhor Atriz                     | Tudo                      | Pendente  |
| 2022 | Prêmio APCA de Teatro          | Melhor Atriz                     | Tudo                      | Pendente  |
| 2023 | Prêmio APTR                    | Atriz em Papel Coadjuvante       | Tudo                      | Pendente  |